# Glamorest Life
Albums de Trina
Diamond Princess
(2002) Still da Baddest
(2008)
Singles
1. Don't Trip
Sortie : 28 avril 2005
2. Here We Go
Sortie : 22 septembre 2005

Glamorest Life est le troisième album studio de Trina, sorti le 4 octobre 2005.
L'album s'est classé 2e au Top R&B/Hip-Hop Albums et 11e au Billboard 200. 

## Liste des titres
| No  | Titre                                                                                              | Contient un (des) sample(s) de                                                  | Durée |
| --- | -------------------------------------------------------------------------------------------------- | ------------------------------------------------------------------------------- | ----- |
| 1.  | Sum Mo (featuring Dre – Produit par Cool & Dre)                                                    |                                                                                 | 3:36  |
| 2.  | Don't Trip (featuring Lil Wayne – Produit par Mannie Fresh)                                        |                                                                                 | 3:30  |
| 3.  | Shake (featuring Lil Scrappy – Produit par KLC)                                                    |                                                                                 | 4:06  |
| 4.  | Here We Go (featuring Kelly Rowland – Produit par Big D. et Jim Jonsin)                            | Tender Love de Force M.D.'s                                                     | 3:50  |
| 5.  | Sexy Gurl (featuring Snoop Dogg et Money Mark Diggla – Produit par Money Mark Diggla et Signature) | The Magic Mirror (Extrait du film Blanche-Neige et les Sept Nains)              | 3:45  |
| 6.  | Da Club (featuring Mannie Fresh – Produit par Mannie Fresh)                                        |                                                                                 | 3:51  |
| 7.  | It's Your B-Day (featuring Jazze Pha – Produit par Jazze Pha)                                      | Funk You Up de The Sequence                                                     | 3:28  |
| 8.  | I Gotta (featuring Rick Ross – Produit par Briss)                                                  |                                                                                 | 3:09  |
| 9.  | Throw It Back (featuring Deuce Poppi – Produit par Needlz)                                         |                                                                                 | 3:12  |
| 10. | 50/50 (featuring Trey Songz – Produit par Money Mark Diggla et Signature)                          | When Somebody Loves You Back de Teddy Pendergrass Not Gonna Hold On de R. Kelly | 3:01  |
| 11. | So Fresh (featuring Plies – Produit par Big D. et Jim Jonsin)                                      |                                                                                 | 4:01  |
| 12. | Reach Out (Produit par Mike Caren et Nick « Fury » Loftin)                                         |                                                                                 | 3:42  |
| 13. | Lil Mama (featuring Dre – Produit par Cool & Dre)                                                  | (Lay Your Head on My) Pillow de Tony! Toni! Toné!                               | 4:12  |

| 14. | Tonight (featuring Money Mark Diggla – Produit par Tony Galvin) | 4:13 |